# Euroscaptor
Euroscaptor é um gênero mamífero da família Talpidae.

## Espécies
- Euroscaptor grandis Miller, 1940
- Euroscaptor klossi (Thomas, 1929)
- Euroscaptor longirostris (Milne-Edwards, 1870)
- Euroscaptor micrura (Hodgson, 1841)
- Euroscaptor mizura (GÜnther, 1880)
- Euroscaptor parvidens Miller, 1940